# Going Places
Going Places (bra Coragem a Muque) é um filme norte-americano de 1938, do gênero comédia musical, dirigido por Ray Enright e estrelado por Dick Powell e Anita Louise.
Going Places é a quarta versão cinematográfica da peça The Hottentot, apresentada 113 vezes na Broadway no primeiro semestre de 1920. Apesar de estrelado por Dick Powell, quem rouba o filme é Louis Armstrong, que canta a clássica "Jeepers Creepers", de Harry Warren e Johnny Mercer, indicada ao Oscar.

## Sinopse
Peter Mason vende artigos esportivos. Para incrementar os negócios, ele finge ser um famoso jóquei e mistura-se com um grupo de socialites fãs de cavalos, o que o leva a apaixonar-se por Ellen Parker. A brincadeira, porém, vai por água abaixo quando ele se vê forçado a montar o alazão de sua queridinha em uma corrida a ser disputada logo logo.

## Premiações
| Patrocinador                                  | Prêmio | Categoria              | Situação |
| --------------------------------------------- | ------ | ---------------------- | -------- |
| Academia de Artes e Ciências Cinematográficas | Oscar  | Melhor Canção Original | Indicado |

## Elenco
| Ator/Atriz      | Personagem        |
| --------------- | ----------------- |
| Dick Powell     | Peter Mason       |
| Anita Louise    | Ellen Parker      |
| Ronald Reagan   | Jack Withering    |
| Allen Jenkins   | Droopy            |
| Walter Catlett  | Franklin Dexter   |
| Harold Huber    | Maxie             |
| Louis Armstrong | Gabe              |
| Larry Williams  | Frank             |
| Thurston Hall   | Coronel Withering |
| Minna Gombell   | Cora Withering    |
| Joyce Compton   | Joan              |
| Robert Warwick  | Frome             |
| John Ridgely    | Recepcionista     |